# 金龙乡 (会同县)
金龙乡，是中华人民共和国湖南省怀化市会同县下辖的一个乡镇级行政单位。
2015年末至2016年初与肖家乡合并为金竹镇。

## 行政区划
金龙乡下辖以下地区：
金坪村、桐木村、岩脚村、大溪村、大坪坡村、岩溪村、牛头寨村、黄土坝村、清江村、地灵村、石其村和水尾村。